# Joseph Hickel
Joseph Hickel, né le 19 mars 1736 à Böhmisch-Leipa, décédé le 28 mars 1807 à Vienne) est un peintre autrichien, peintre de cour de la monarchie de Habsbourg.

## Biographie
Joseph Hickel est d'abord élève de son père, peintre de Böhmisch-Leipa connu par son prénom mais inconnu par ailleurs et qui est probablement identique à un certain Franz Hickel, peintre de Böhmisch-Leipa qui figure dans des listes établies en 1766 de l'Académie de Vienne. À l'âge de 15 ans, Joseph Hickel peint un retable pour l'église de la ville de Hirschberg en Bohême.
En 1756 il s'installe à Vienne afin de poursuivre sa formation et étudie à l'Académie de Vienne, où il se plonge en particulier dans la peinture de portrait. Il attire l'attention de l'impératrice Marie-Thérèse qui l'envoie à ses frais pour un voyage d'études en Italie, où il peint à Milan, Parme et Florence de nombreux portraits de hautes personnalités peintes au nom de sa protectrice. mais les envieux parviennent à le calomnier de telle sorte qu'après plusieurs années il est banni de la cour de Vienne. Hickel met ces années à profit pour se perfectionner dans l'art du portrait et en 1769, l'académie des beaux-arts de Florence le fait entrer au nombre de ses membres.
Après son retour à Vienne, il est chargé de peindre un portrait de l'empereur Joseph II. le résultat doit avoir donné la plus grande satisfaction à l'autorité impériale puisqu'en 1771 Hickel est nommé peintre de cour impérial-royal (de). En 1778, il postule, en vain, au poste de directeur de l'Académie de Vienne. Dans la continuité de son activité en tant que peintre de la cour de Joseph II, il crée dorénavant son style de portrait de l'empereur. Il reprend dans toutes ses tableaux la posture de la tête tournée vers la moitié gauche, avec les caractéristiques faciales et les yeux qui se posent sur le spectateur, que ce soit pour le torse ou la personne entière avec alternativement une jambe ou un bras au repos. Ce type de représentation n'est pas seulement la marque distinctive de Hickel, mais la position de la tête devient ainsi le modèle pour l'image de l'empereur Joseph II.
Hickel est extrêmement productif et laisse derrière lui plus de 3 000 tableaux, dont beaucoup sont à leur tour reproduits en gravures sur cuivre. Il peint au moins cinq fois l'empereur Joseph II,  et l'un de ces portraits se trouve maintenant au musée d'histoire militaire de Vienne. Son contemporain l'historien d'art Bohumír Jan Dlabač (de) écrit de Hickel : « Son pinceau est puissant et énergique avec une vitesse inhabituelle, sa couleur vive et forte; ses images sont trompeuses au plus haut point; Ses portraits donnent la plupart du temps l'impression que les personnes représentées sont vraiment telles qu'elles sont au naturel ».
La plupart des peintures de Joseph Hickel sont à présent conservées dans des collections privées et assez peu dans les institutions publiques telles qu'à Vienne, Potsdam, Florence, Stockholm et Liechtenstein.

## Œuvres (sélection)
- Portrait de Marie-Thérèse en impératrice douairière. Huile sur toile, après 1765, 225 × 114 cm, musée d'histoire militaire de Vienne, Vienne.

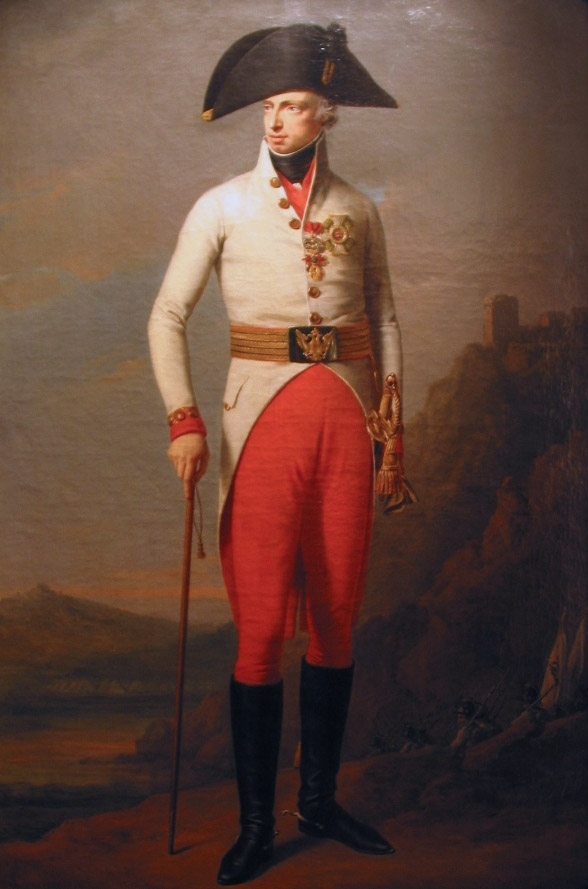
Portrait de l'empereur Joseph II. 1776, huile sur toile, 218 × 107 cm, musée d'histoire militaire de Vienne.
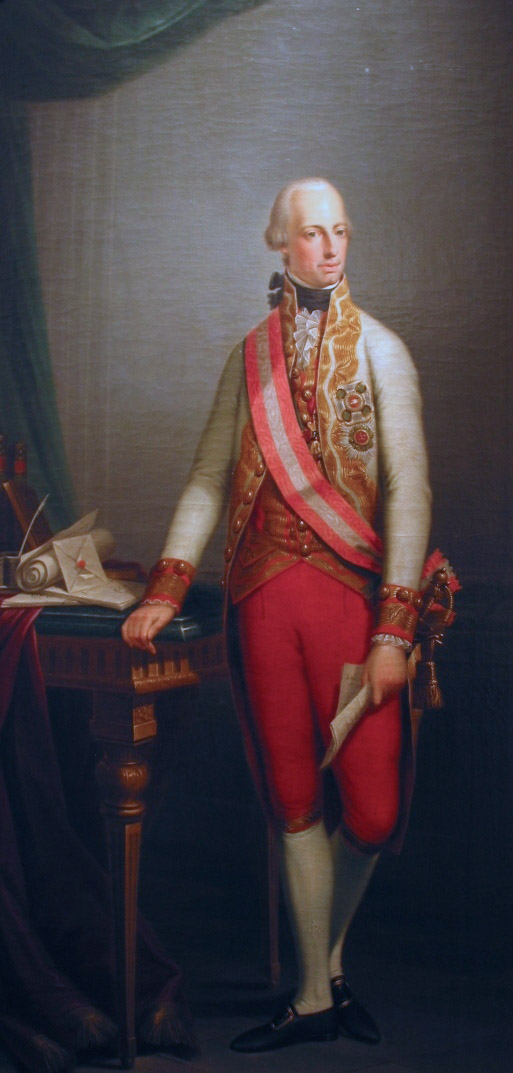
Portrait de l'empereur François Ier d'Autriche. Vers 1800, huile sur toile, 217 × 106 cm, musée d'histoire militaire de Vienne.
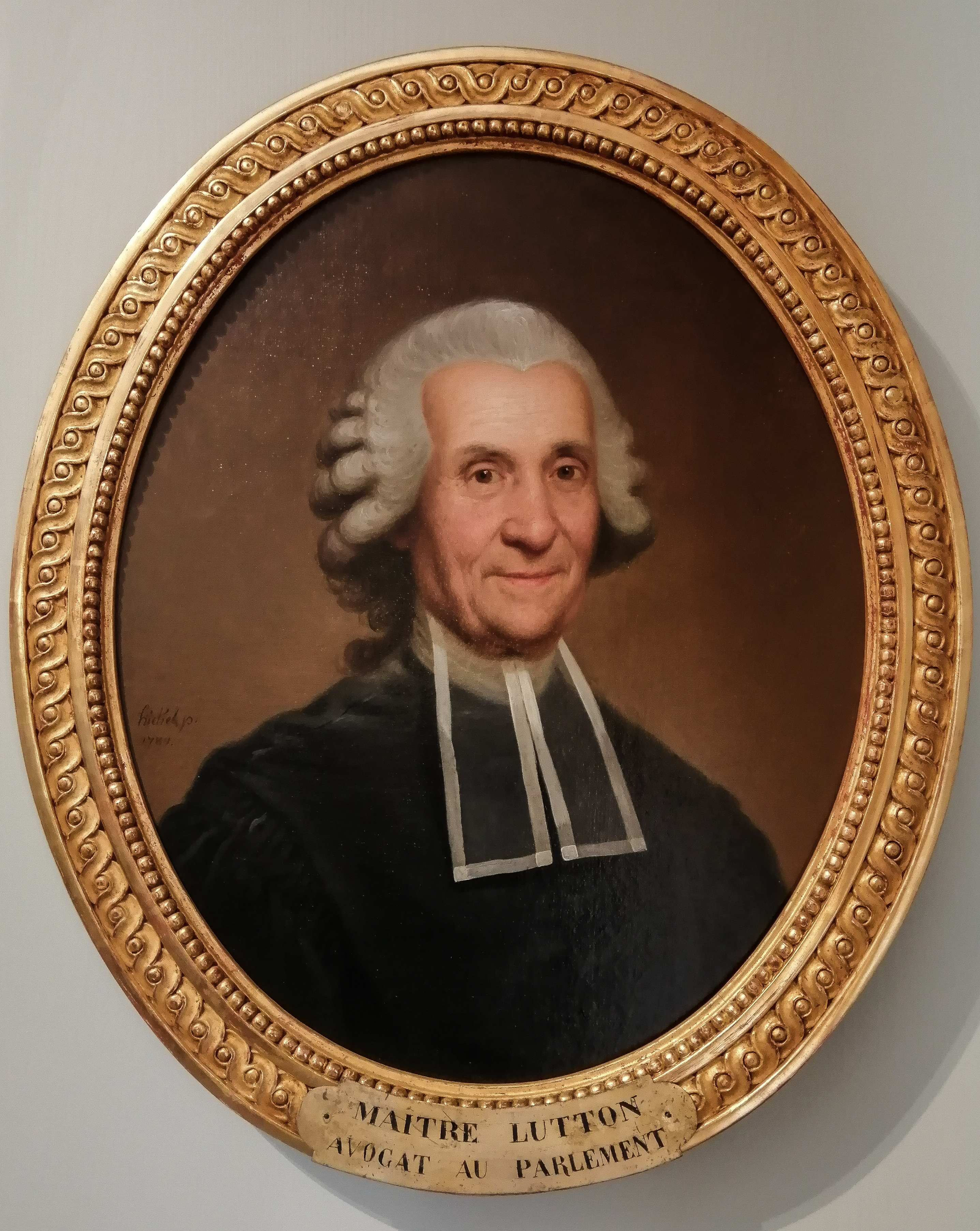
Portrait de l'archiduc Charles. Huile sur toile, vers 1800, 214 × 125 cm, musée d'histoire militaire de Vienne.
- Portrait de l'archiduchesse Marie Clémentine, 1796, huile sur toile, palais de Caserte.
- Portrait de Johanna Sacco (de) en Médée, 1786, huile sur toile, Burgtheater, Vienne.
- Portrait de Maître Lutton (gendre de Drouais), 1780, huile sur toile, 70 × 58 cm, musée Champollion, Vif[3].   - Portrait de l'archiduc Charles.
  - Portrait de l'empereur Franz II.
  - Portrait de Maître Lutton.